# Sremski Karlovci
Sremski Karlovci (Сремски Карловци) és una ciutat de la província autònoma de la Voivodina, Sèrbia, regió de Sirmia (Syrmia o Sírmium) o Srem (turc Sirem), a la riba del riu Danubi, al peu del Fruska Gora, a uns 8 km de Novi Sad. La seva població el 2002 era de 8.839. És més coneguda pel seu nom alemany de Karlowitz o Carlowitz; altres noms són: en croat Srijemski Karlovci, en hongarès Karlóca, i en turc Karlofça. Antigament en serbi es deia Karlovci (Карловци) però avui dia no és oficial, sent utilitzat de vegades de manera no oficial. Encara que Sremski Karlovci és a la regió de Sirmia, la municipalitat està administrativament al districte de Bačka del Sud i no al districte de Srem, a causa de la seva proximitat a Novi Sad.

## Història
Sota l'Imperi Romà va existir una fortalesa en aquest lloc, però la ciutat no va tenir existència històrica fins al segle xiv sent anomenada per primer cop el 1308 amb el nom de Karon, un castell construït pels reis d'Hongria sobre les ruïnes de la fortalesa romana; va pertànyer a famílies nobles hongareses (entre els quals els Báthory i els Morović) fins al 1521, quan el juliol d'aquest any fou ocupada pels ghazis bosnians otomans dirigits pel futur beglerbegi de Belgrad Yahya Pasha-zade Küçük Bali Beg.
Va dependre del beglerbeg de Belgrad però el 1541 fou agregada al eyalat de Budin; va formar part del sandjak de Sirem dins del qual era una nihaya del kada de Varadin (Peterwardein). Al final del segle la població tenia 487 famílies totes cristianes; més tard s'hi van establir alguns musulmans. La guarnició era de 50 homes. Després de la derrota turca a Mohácz el 1687 la ciutat fou ocupada pels austríacs i va agafar el nom de Karlowitz.
El 26 de gener de 1699 s'hi va signar el tractat del seu nom que va posar fi a la guerra entre l'Imperi Otomà i les potències de la Sagrada Lliga (els Habsburg, Polònia, Venècia, i Rússia). Fou la primera vegada que es va fer servir una taula rodona en la política internacional. La ciutat va restar pels Habsburg dins l'anomenada Frontera Militar. La seva població el 1753 era de 3.843 persones dels quals 3.110 eren serbis. El metropolità serbi als dominis dels Habsburg residia en aquesta ciutat; fou aquí on es va obrir la primera escola en serbi: gimnazija/гимназија, que vol dir liceu, fundada el 3 d'agost de 1791; el 1794 es va fundar un seminari ortodox, el segon més antic del món després del de Kíev.

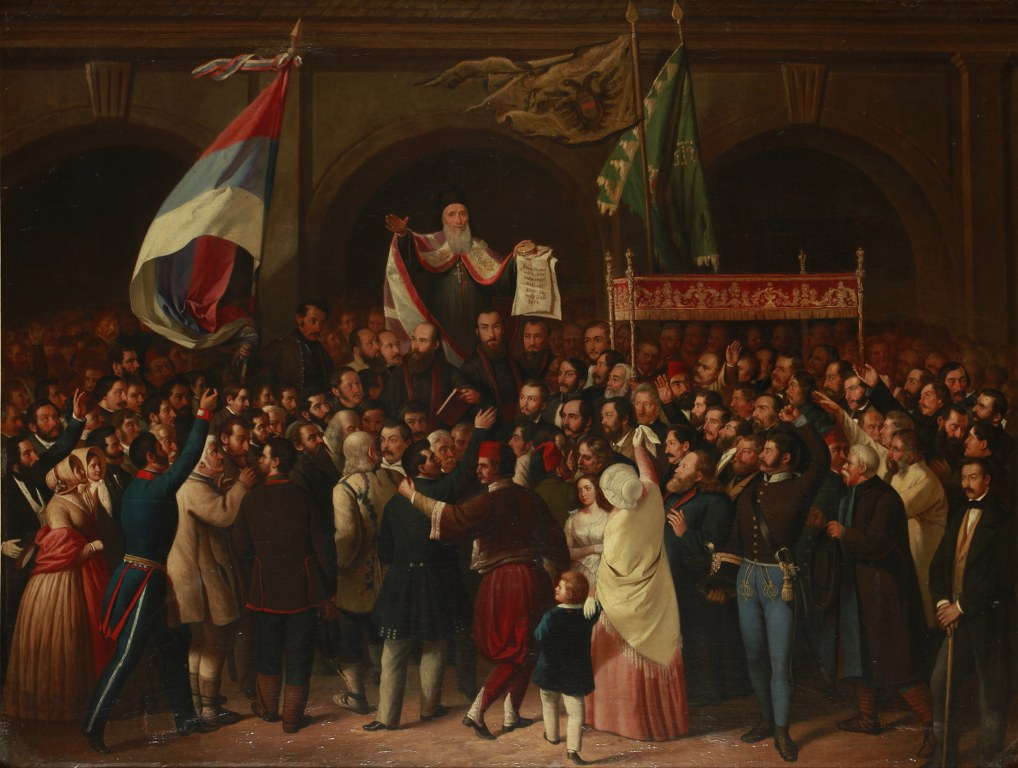
Proclamació de la Voivodina Sèrbia el 1848 a Sremski Karlovci

L'Assemblea Nacional Sèrbia de Karlovci del maig de 1848, va declarar la unificació de les regions de Srem, Banat, Bačka, i Baranya incloent part de la Frontera Militar a la província de la Voivodina Sèrbia. Karlovci en fou capital fins que poc després es va traslladar a Zemun, Veliki Bečkerek, i Temesvar (Timişoara). El metropolità de Karlovci fou elevat a Patriarca, i així es va establir el patriarcat ortodox de Karlovci que va existir fins al 1920 quan es va unir al Metropolità de Belgrad per formar el patriarcat de Sèrbia. El 1849 Voivodina Sèrbia fou transformada en la província de Voivodina de Sèrbia i Tamiš Banat, però Karlovci no hi fou inclosa, retornant la ciutat a la Frontera Militar (Krajina Eslavònica). La Frontera Militar fou abolida el 1881 i la ciutat fou inclosa al Regne de Croàcia-Eslavònia, dins la monarquia austrohongaresa.
El 1918 va esdevenir part del Regne dels Serbis, Croats i Eslovens. Durant els anys vint va ser quarter general del Moviment Blanc del general rus Piotr Wrangel que té un monument a la ciutat. Fou també seu del sagrat sínode rus ortodox de l'església russa a l'exterior. Entre 1929 i 1941 fou part de la província de la Banovina Danubiana del regne de Iugoslàvia. El 1941 fou ocupada pels alemanys i agregada a l'Estat Independent de Croàcia, període en què es va dir Hrvatski Karlovci. Al final de la guerra va formar part de la província de Voivodina dins de Sèrbia. Entre 1980 i 1989 fou una de les set municipalitat de la ciutat de Novi Sad i després va esdevenir unitat administrativa (municipalitat) separada, per decisió adoptada per la població en referèndum.

## Demografia

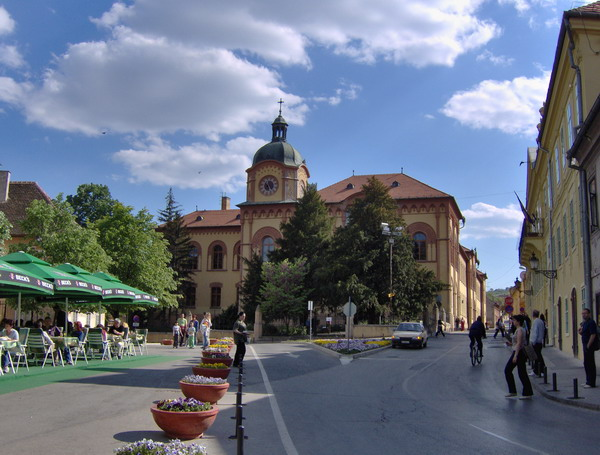
primera escola en serbi

- 1961: 6.390
- 1971: 7.040
- 1981: 7.547
- 1991: 7.534

## Població

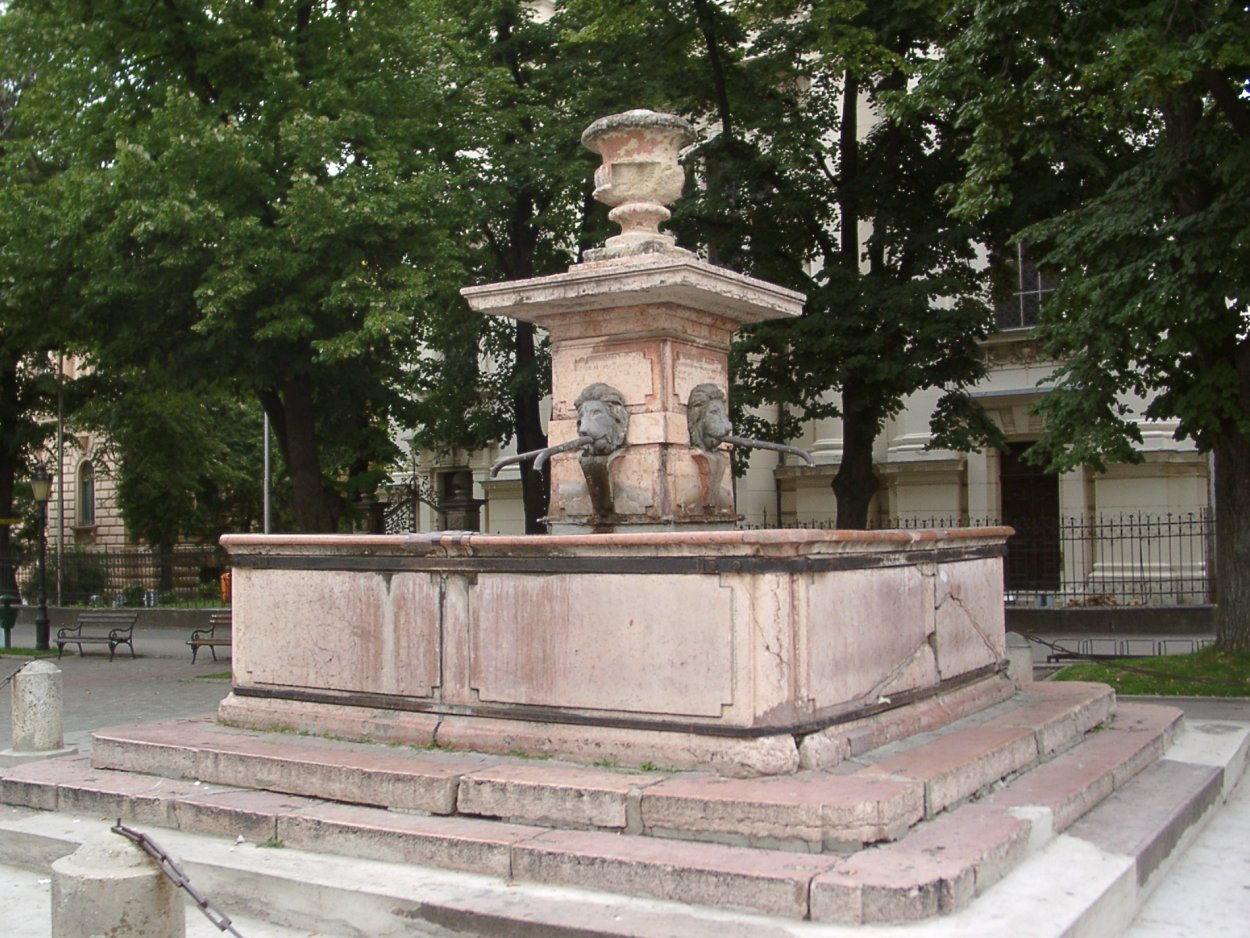
Font "Quatre lleons" al centre de la ciutat

- Serbis (75,39%)
- Croats (8,51%)
- Iugoslaus (2,87%)
- Hongaresos (2,43%)
- Montenegrins (1%)

## Política
Fins al 2008 fou majoritari el Partit Radical Serbi però en les eleccions de l'11 de maig del 2008, i fou elegit alcalde Rajko Marinković, del G17 Plus, part de la coalició "Per una Sremski Karlovci europea".

## Agermanaments
- Eymet, France
- Tivat, Montenegro (2007)
- Novotxerkassk, Rússia
- Serguiev Posad, Rússia
- Bataisk, Rússia
- Bardejov, Eslovàquia

## Nota
1. ↑  RTV - Sremski Karlovci - koalicija DS i G17 plus na vlasti